# الفی پوند
الفی پوند (انگلیسی: Alfie Pond؛ زادهٔ ۱۷ فوریهٔ ۲۰۰۴) بازیکن فوتبال اهل بریتانیا است.